# An Blascaod Mór
An Blascaod Mór (en anglès Great Blasket Island) és una de les Illes Blasket, al comtat de Kerry, a la província de Munster. Es troba a uns 2 km del continent a Dunmore Head, i s'estén 6 km al sud-oest, arribant a 292 metres el punt més alt al seu (An Cró Mór, "el gran ull"). La ciutat més propera és Dún Chaoin, amb la qual es comuniquen amb un ferri durant els mesos d'estiu. Malgrat estar molt propera al continent, els visitats de la costa d'An Daingean sovint no poden veure l'illa per la boira del mar.

## Història
L'illa va estar habitada fins al 1953, quan el govern irlandès va decidir que no podia garantir la seguretat de la població resident. Fou la llar de tres notables escriptors irlandesos: Tomás Ó Criomhthain, Peig Sayers i Muiris Ó Súilleabháin. Tots tres van escriure la seva obra en gaèlic irlandès, concretament en irlandès de Munster, i ha estat traduït a l'anglès i a altres llengües. Les llars de Tomás Ó Criomhthain i Muiris Ó Súilleabháin estan en ruïnes però la casa on va viure Peig Sayers ha estat restaurada i usada com a part d'un hostal que funcionava a l'illa.
Fins al 1953 els habitants de l'illa formaven l'assentament més occidental d'Irlanda. La petita comunitat pesquera (que en els seus millors moments mai va passar dels 150 individus) vivia en la seva majoria en cabanes primitives relativament fora del perill enfilat a la costa nord-est. L'abril de 1947, amb la comunicació amb Irlanda tallada durant setmanes a causa del mal temps, els illencs van fer una crida d'emergència al Taoiseach Éamon de Valera demanant subministraments amb urgència, que van arribar dos dies després en vaixell.

## Literatura

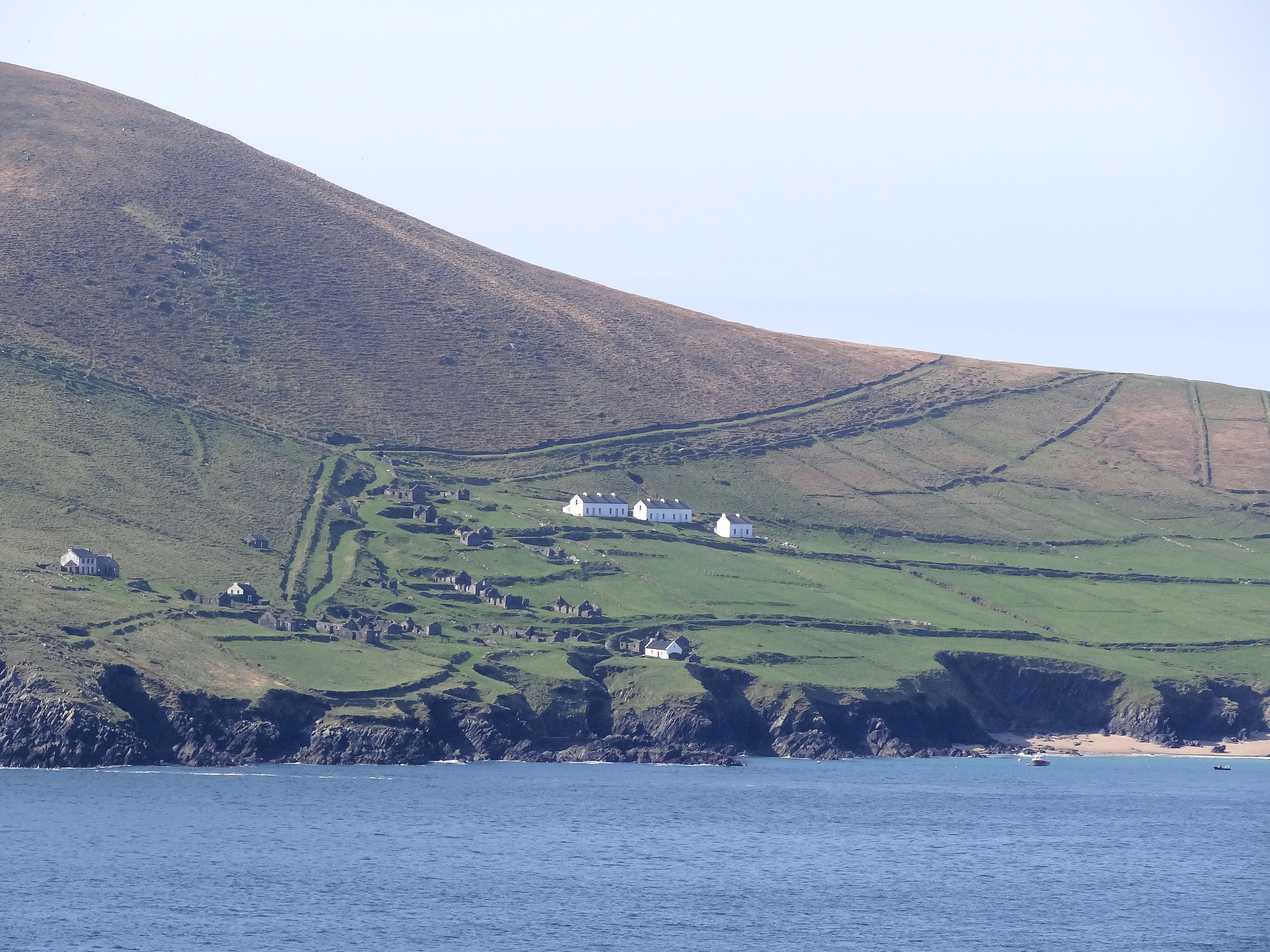
Cases abandonades a An Blascaod Mór

Considerant que la seva població era minsa, l'illa ha donat un notable nombre d'escriptors que han descrit de manera força realista la seva dura existència i que van mantenir vius els vells contes populars irlandesos de la zona. Els més coneguts són 
Machnamh Seanamhná (Reflexions d'una anciana, Peig Sayers, 1939), Fiche Bliain Ag Fás (Vint anys creixent, Muiris Ó Súilleabháin, 1933), i An tOileánach (L'illenc, Tomás Ó Criomhthain, 1929).

## Disputa sobre la propietat
L'hostal i cafè que va operar una vegada a l'illa havia estat tancat a causa d'una disputa entre l'Estat irlandès, que desitjava fer de l'illa un parc nacional, i els individus que reclamaven la propietat de part de l'illa. Les diferències entre l'Estat i Blascaoid Mor Teoranta (BMT) van acabar amb un acord l'agost de 2007; subjecte a la garantia d'un permís d'obres, l'acord significava que més del 95% de la terra de l'illa, inclosa l'antiga vila, podia ser venuda a l'Estat i de facto esdevindria un parc nacional. En 2009 l'Oficina d'Obres Públiques comprà la major part de la propietat de l'illa, inclosa la vila deserta, de manera que actualment n'és el major propietari. Des del 2010 s'organitzaren visites guiades a l'illa i s'organitzaren plans per a la preservació i conservació de l'antiga vila.